# Anelosimus may
Anelosimus may là một loài nhện trong họ Theridiidae.
Loài này thuộc chi Anelosimus. Anelosimus may được miêu tả năm 2005 bởi Agnarsson.